# Rubus perfulvus
Rubus perfulvus är en rosväxtart som beskrevs av Elmer Drew Merrill. Rubus perfulvus ingår i släktet rubusar, och familjen rosväxter. Inga underarter finns listade i Catalogue of Life.